# The Lakes
«The Lakes» (estilizada en minúsculas) es una canción grabada por la cantautora estadounidense Taylor Swift, parte de la edición de lujo de su octavo álbum de estudio, Folklore (2020), lanzado el 7 de agosto de 2020 a través de Republic Records. Una versión orquestal de «The Lakes», que es la demo original, fue lanzada como sencillo promocional el 24 de julio de 2021, para conmemorar el primer aniversario de Folklore.
Escrita y producida por Swift y Jack Antonoff, «The Lakes» es una balada indie de medio tiempo, con guitarra acústica y cuerdas, con temas de introspección y escapismo que reflejan el semi-retiro de Swift en Windermere, el lago más grande de Inglaterra. Tras su lanzamiento, «The Lakes» recibió elogios universales de los críticos de música, con elogios por sus letras sofisticadas y poéticas y sus instrumentales melancólicos; muchos lo nombraron un punto culminante en Folklore y una de las mejores canciones que Swift ha escrito. La canción debutó en el top 10 de las listas de ventas de canciones digitales de Canadá y Estados Unidos, y alcanzó el número 21 en descargas de Escocia y el Reino Unido, y el número 28 en Hungría.

## Lanzamiento y antecedentes
El 23 de julio de 2020, la cantante y compositora estadounidense Taylor Swift anunció que su octavo álbum de estudio, Folklore, saldría a la medianoche y reveló su lista de canciones, donde la canción extra de la edición física de lujo, la decimoséptima pista, se llamó «The Lakes». Todas las pistas de  Folklore fueron concebidas por Swift como imágenes y visuales inconscientemente, como resultado de su imaginación "enloquecida" mientras se aislaba durante la pandemia de COVID-19.

En una de mis canciones favoritas en folklore, «The Lakes», había una gran versión orquestal, y Taylor dijo: "Eh, hazlo pequeño". Me había perdido en los arreglos de cuerdas y todas estas cosas, y lo saqué todo. Yo estaba como, "¡Oh, Dios mío!" No estábamos juntos porque ese disco se hizo de forma remota, pero recuerdo estar solo en el estudio como, "Mierda, esto es tan perfecto".
Jack Antonoff en la versión de demo de «The Lakes»

Inicialmente exclusivo de las ediciones de lujo de Folklore, que se lanzaron el 7 de agosto de 2020, «The Lakes» se puso a disposición en plataformas digitales y de streaming el 18 de agosto de 2020, junto con un video con letra publicado en el canal de YouTube de Swift.
El productor de «The Lakes», Jack Antonoff, dijo que la canción era una «gran versión orquestal» antes de que Swift le dijera que la redujera. Esta versión se lanzó a todas las plataformas de música el 24 de julio de 2021, el primer aniversario de Folklore. Es unos segundos más larga que la versión del álbum de «The Lakes»; Swift tuiteó: «Ha pasado 1 año desde que escapamos del mundo real juntos y nos imaginamos en un lugar más simple. Con árboles altos y aire salado. Donde puedes usar camisones de encaje que te hacen ver como un fantasma victoriano y nadie te mirará de reojo porque no hay nadie cerca. Para agradecerles por todo lo que han hecho para que este álbum sea lo que fue, quería darles la versión original de "The Lakes". Feliz 1er aniversario para Rebekah, Inez, James, Augustine y las historias que todos creamos a su alrededor. Feliz aniversario, folklore.»

## Composición y letras

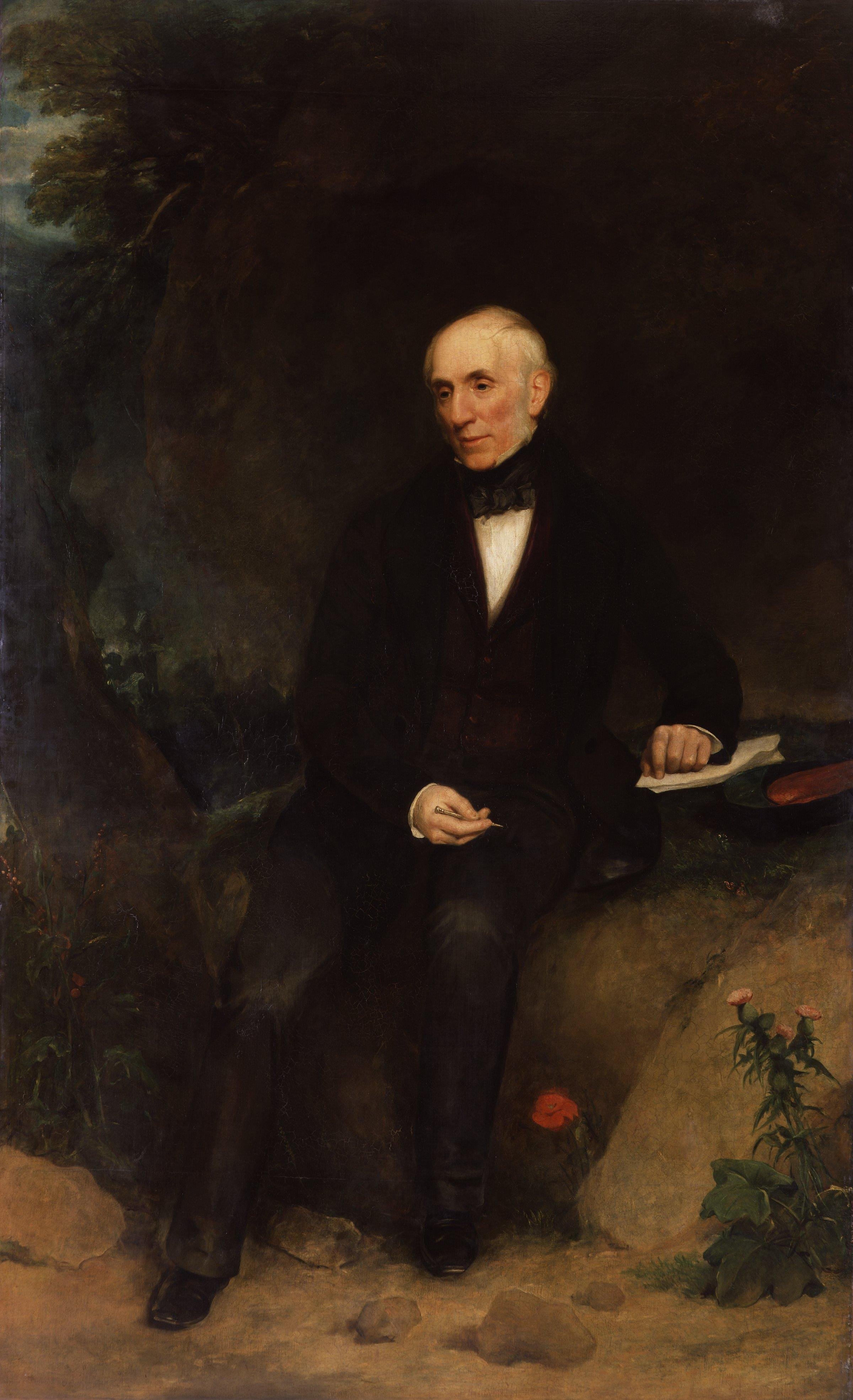
William Wordsworth, el poeta inglés del siglo XIX conocido por sus obras románticas, se menciona en la letra "dime cuánto valen mis palabras", un juego de palabras con su nombre.

«The Lakes» es una balada indie melodramática de medio tiempo impulsada por una guitarra acústica, con una orquestación exuberante cargada de cuerdas y un crescendo "eufórico" de violines. El rango vocal de Swift en la canción se extiende entre D3 y F♯4. La canción está escrita en clave de Re mayor y tiene un tempo moderado de 90 pulsaciones por minuto.
La letra poética ve a Swift introspectivamente sobre su semi-retiro en Windermere, el lago más grande de Inglaterra, ubicado en el Distrito de los Lagos del país. Swift fantasea con una rosa roja que crece en la tundra "sin nadie alrededor para twittearla", lo que indica su idea de una utopía libre de redes sociales, enemistades y entornos urbanos, escaparse de la sociedad, sus críticos y detractores, y encontrar consuelo con su amante en el desierto, como lo hicieron los Poetas del Lago. La composición emana un tono depresivo junto con escapismo, con referencias a Wisteria, un género de plantas acuáticas con flores, y William Wordsworth, el poeta inglés del siglo XIX que es reconocido por sus obras románticas. Aaron Dessner, colaborador de Swift en Folklore, dijo que la canción usa toques de poesía griega trágica y se siente como "perderse en un hermoso jardín". Los principales medios de comunicación han conjeturado que el tema de la canción, a quien Swift se refiere como "musa" y "amada", es su novio y actor británico Joe Alwyn. La letra "He llegado demasiado lejos para ver algunos sórdidos nombrados" se interpreta como un indicio sutil de sus publicitadas disputas con Kanye West y Scooter Braun.

## Recepción de la crítica
La canción recibió una gran aclamación de la crítica. Hannah Mylrea de NME opinó que «The Lakes» es más poética y romántica que cualquier canción de la edición estándar de Folklore, y elogió la canción como "alusiva". Brittany Spanos de Rolling Stone escribió que la canción canaliza la poesía de la era romántica, al representar el amor incondicional "dentro de una vida controvertida y experiencias dolorosas". De acuerdo, Wren Graves, escribiendo para Consequence of Sound, también encontró que la canción era romántica, inspirada en "uno de los grandes períodos de la literatura inglesa". Sammy Andrews de Redbrick declaró que la canción demuestra una sofisticación lírica y madurez "excepcionales", lo que da fe del "talento y destreza como compositor" de Swift. Tom Breihan de Stereogum la llamó una canción de amor "suave, a pequeña escala" sobre evitar la atención del público y "encontrar un escape en algún enclave apartado".
Gil Kaufman de Billboard encontró a «The Lakes» delicioso y elogió los escasos instrumentales, mientras que Josiah Hughes de Exclaim! elogió su sonido indie "exuberante y elaborado de forma elaborada". Sarah Carson de I elogió el juego de palabras "inteligente" de Swift y la voz "deslumbrantemente novedosa", que describió como "suave, distinta, imperfecta y nunca tan segura". Mike Wass de Idolator la etiquetó como un "himno de ensueño". Elogiando la vulnerabilidad y la honestidad de Swift, Sputnikmusic elogió a «The Lakes» como "un producto ideal de su tiempo", nombrándola como una de las mejores canciones que Swift haya escrito, y afirmó que es la pista perfecta para cerrar Folklore. Gary Dinges de USA Today consideró la canción como una "serenata", imitando una versión agridulce de la canción de Swift de 2017 «Call It What You Want». También en comparación con «Call It What You Want», Emily Tannenbaum de Glamour definió la canción como una carta de amor melancólica y destacó su macabra.

## Desempeño comercial
Después de tres días de seguimiento, la canción debutó en el número cinco en la lista de ventas de canciones digitales de Billboard y en el número 18 en la lista de Billboard Bubbling Under the Hot 100. También alcanzó el top-20 en las listas de ventas de canciones digitales canadienses y de los 40 mejores singles de Nueva Zelanda, y el top-30 en las listas de singles húngaros, escoceses y descargas del Reino Unido.

## Créditos y personal
Créditos adaptados de las notas del álbum.
- Taylor Swift - voz, composición, producción
- Jack Antonoff - productor, compositor, ingeniero de grabación, batería en vivo, percusión en vivo, programación de batería, guitarra eléctrica, teclados, piano, coros
- Evan Smith - saxofón, clarinete, flauta, teclados, bajo
- Bobby Hawk - cuerdas
- Mike Williams - ingeniero de grabación
- John Gautier - ingeniero de grabación
- Jonathan Low - ingeniero de mezcla
- Laura Sisk - ingeniera vocal
- Randy Merrill - ingeniero de masterización

## Posicionamiento en listas
| Listas (2020)                                             | Mejor posición |
| --------------------------------------------------------- | -------------- |
| Canadá Digital Song Sales (Billboard)                     | 9              |
| Nueva Zelanda Hot Singles (RMNZ)                          | 13             |
| Hungría (Single Top 40)                                   | 28             |
| Escocia (Scottish Singles Sales Chart)                    | 21             |
| Reino Unido (UK Download Chart)                           | 21             |
| Estados Unidos Bubbling Under Hot 100 Singles (Billboard) | 18             |
| Estados Unidos (Digital Songs)                            | 5              |

## Historial de lanzamientos
| Región | Fecha               | Formato(s)                 | Versión  | Sello discográfico | Ref.   |
| ------ | ------------------- | -------------------------- | -------- | ------------------ | ------ |
| Varios | 24 de julio de 2021 | Descarga digital streaming | Original | Republic           | [ 37 ] |